# Lone Wolf and Cub
Lone Wolf and Cub (子連れ狼, Kozure Ōkami) is een Japanse mangaserie, bedacht door schrijver Kazuo Koike en tekenaar Goseki Kojima. De manga telt 28 volumes, die van september 1970 tot april 1976 werden gepubliceerd.
Wereldwijd staat Lone Wolf and Cub bekend als een van de bekendste en invloedrijkste manga’s, vooral vanwege het epische samoeraiverhaal en de gewelddadige weergave van het Japan uit de Tokugawa-periode. De manga is meerdere malen verfilmd en bewerkt tot televisieseries.

## Plot
Het verhaal draait om de krijger Ogami Ittō, een meester in de suiō-ryū vechtkunst. Hij heeft een hoge rang binnen het Tokugawa-shogunaat. Samen met de oniwaban en een leger huurlingen in dienst van de Shogun, moet hij ervoor zorgen dat de macht van de shogun over de daimyo gehandhaafd blijft.
Nadat Ogami Ittō's vrouw Azumi bevalt van hun zoon, Daigorō, keert Ogami Ittō huiswaarts. Thuis blijkt echter iedereen binnen zijn huishouden op brute wijze te zijn vermoord, behalve de pasgeboren Daigorō. De daders blijken leden van de Ura-Yagyū clan, te zijn, geleid door Yagyū Retsudō. Hij wil Ogami’s positie aan het hof van de shogun overnemen als deel van zijn plan om drie cruciale machtsposities te bezetten binnen het shogunaat. De moordenaars laten tevens een ihai (begrafenisamulet) met daarop het symbool van de shogun achter in de familieschrijn van de Ogami-familie, zodat het lijkt alsof Ogami Itto de Shogun wil ombrengen.
Wanneer dit amulet wordt ontdekt, wordt Ogami ten onrechte bestempeld als verrader en ontheven uit zijn positie. Hij trekt hierop de wereld in als een huurmoordenaar, met als enige doel wraak te nemen op de Ura-Yagyū clan. Voordat hij vertrekt, laat Ogami zijn inmiddels 1-jaar oude zoon Daigorō kiezen tussen een bal en een zwaard. Dit met het doel dat als de jongen voor de bal kiest, Ogami hem zal doden zodat hij weer bij zijn moeder kan zijn. Daigorō kiest echter voor het zwaard, waarna Ogami hem meeneemt op zijn zwerftocht. Omdat Daigoro nog te jong is om ver te lopen, zit hij bijna altijd in wagentje dat door Ogami wordt voortgeduwd.
Het merendeel van het verhaal speelt zich twee jaar na deze gebeurtenissen af. Tijdens hun zwerftochten verslaan Ogami en Daigoro alle leden van de Ura-Yagyū clan die ze tegenkomen, alsmede de Kurokuwa ninja-clan. Uiteindelijk komen ze oog in oog te staan met Retsudō zelf. Het eerste gevecht tussen Ogami Itto en Yagyū Retsudō neemt 178 afbeeldingen in beslag; een van de langste vechtscènes ooit gepubliceerd in een strip.
Aan het eind van het verhaal komt Ogami om het leven in een laatste gevecht met Retsudō, wanneer zijn zwaard breekt doordat een spion van de Ura-Yagyū clan het heeft gesaboteerd. Na zijn overwinning op Ogami staat Retsudō echter toe dat Daigorō hem doodt met een speer, zodat er eindelijk een einde komt aan de bloedige vete tussen de beide clans.

## Publicatie
Lone Wolf and Cub verscheen voor het eerst in 1970 in het tijdschrift Weekly Manga Action. De manga werd al snel erg populair. Gemiddeld werden er 8 miljoen exemplaren van verkocht. De manga werd vooral geprezen vanwege de historische juistheid van het verhaal, de gedetailleerde situaties, het tekenwerk en de nostalgie tegenover de bushido-code. De manga telt in totaal 28 volumes, van elk 300 pagina’s.
Ook buiten Japan sloeg de manga aan. Lone Wolf and Cub werd in 1987 in Noord-Amerika uitgebracht door First Comics, met covers getekend door Frank Miller, Bill Sienkiewicz, Matt Wagner, Mike Ploog, en Ray Lago. First Comic werd echter in 1991 opgedoekt, toen de reeks nog niet geheel was verschenen. In 2000 bracht Dark Horse Comics alsnog de volledige reeks uit in Noord-Amerika.

## Volumes
| 1. The Assassin's Road 2. The Gateless Barrier 3. The Flute of the Fallen Tiger 4. The Bell Warden 5. Black Wind 6. Lanterns For the Dead 7. Cloud Dragon, Wind Tiger | 8. Chains of Death 9. Echo of the Assassin 10. Hostage Child 11. Talisman of Hades 12. Shattered Stones 13. Moon in the East, Sun in the West 14. Day of the Demons | 15. Brothers of the Grass 16. Gateway into Winter 17. The Will of the Fang 18. Twilight of the Kurokuwa 19. The Moon In Our Hearts 20. A Taste of Poison 21. Fragrance of Death | 22. Heaven & Earth 23. Tears of Ice 24. In These Small Hands 25. Perhaps in Death 26. Struggle in the Dark 27. Battle's Eve 28. The Lotus Throne |

## Bewerkingen

### Films
Tussen 1972 en 1974 werden er zes films gebaseerd op de manga gemaakt, met Tomisaburo Wakayama in de rol van Ogami Ittō. De eerste drie films werden geregisseerd door Kenji Misumi en geproduceerd door Shintaro Katsu. De volgende drie films werden geproduceerd door Wakayam zelf en geregisseerd door by Buichi Saito, Kenji Misumi en Yoshiyuki Kuroda.
In 1980 volgde nog een zevende film. Dit is echter een Amerikaanse productie, die geheel uit samengevoegde scènes uit de eerste twee films bestaat. De films volgen de manga vrij nauwkeurig, en staan bekend om hun grote mate van geweld.
De films zijn:
| No. | Engelse titel                                                                                     | Year | Japanes                           | Romanisatie                                   |
| --- | ------------------------------------------------------------------------------------------------- | ---- | --------------------------------- | --------------------------------------------- |
| 1   | Lone Wolf and Cub: Sword of Vengeance                                                             | 1972 | 子連れ狼 子を貸し腕貸しつかまつる | Kozure Ōkami: Kowokashi udekashi tsukamatsuru |
| 2   | Lone Wolf and Cub: Baby Cart at the River Styx                                                    | 1972 | 子連れ狼 三途の川の乳母車         | Kozure Ōkami: Sanzu no kawa no ubaguruma      |
| 3   | Lone Wolf and Cub: Baby Cart to Hades alias Shogun Assassin 2: Lightning Swords of Death          | 1972 | 子連れ狼 死に風に向う乳母車       | Kozure Ōkami: Shinikazeni mukau ubaguruma     |
| 4   | Lone Wolf and Cub: Baby Cart in Peril alias Shogun Assassin 3: Slashing Blades of Carnage         | 1972 | 子連れ狼 親の心子の心             | Kozure Ōkami: Oya no kokoro ko no kokoro      |
| 5   | Lone Wolf and Cub: Baby Cart in the Land of Demons alias Shogun Assassin 4: Five Fistfuls of Gold | 1973 | 子連れ狼 冥府魔道                 | Kozure Ōkami: Meifumando                      |
| 6   | Lone Wolf and Cub: White Heaven in Hell alias Shogun Assassin 5: Cold Road to Hell                | 1974 | 子連れ狼 地獄へ行くぞ!大五郎      | Kozure Ōkami: Jigoku e ikuzo! Daigoro         |
| 7   | Shogun Assassin                                                                                   | 1980 | 子連れ狼                          | Kozure Ōkami                                  |

Behalve deze filmreeks bestaan er ook meerdere televisiefilms gemaakt, meestal gebaseerd op de televisieseries. Dit zijn onder andere een aantal films met Kinnosuke Yorozuya in de hoofdrol. De meest recente film dateert uit 1992, en is geregisseerd door Akira Inoue.
Darren Aronofsky heeft een paar maal geprobeerd een Hollywood-verfilming van de manga te realiseren, maar dit is tot op heden niet gelukt.

### Televisie
Tot op heden zijn er twee televisieseries gebaseerd op de manga gemaakt.
De eerste serie werd geproduceerd in 1973, en liep tot 1976 met een totaal van 78 afleveringen, elk met een lengte van 45 minuten. De hoofdrol wordt gespeeld door Kinnosuke (Nakamura) Yorozuya. De rol van Daigoro wordt in de eerste twee seizoenen gespeeld door Katzutaka Nishikawa, en in het derde seizoen door Takumi Satô. Van de serie wordt vaak beweerd dat deze de manga nauwkeurige volgt dan de filmreeks met Tomisaburo Wakayama. De serie werd buiten Japan onder andere vertoond op Nippon TV onder de titel The Fugitive Samurai.
De tweede serie dateert uit 2002, en liep tot 2004. In de serie vertolkt Kinya Kitaoji de rol van Ogami Ittō en Thubasa Kobayashi de rol van Daigoro.

### Videospel
In 1987 bracht Nichibutsu een beat 'em up videospel uit gebaseerd op de manga. Het spel is alleen in Japan uitgebracht.

## Invloeden
Vanwege de populariteit in Japan en de cultstatus in Amerika, heeft Lone Wolf and Cub een grote invloed gehad op populaire cultuur.
De manga heeft onder andere als inspiratie gediend voor andere verhalen over samoerai, en met name over ronin. Voorbeelden zijn Osamu Tezuka's Black Jack en Nobuhiro Watsuki's Rurouni Kenshin.
Lone Wolf and Cub is tevens van invloed geweest op Amerikaanse stripseries, waaronder Frank Milles’s reeks Sin City. Max Allan Collins noemde de manga als inspiratiebron voor zijn striproman Road to Perdition. In 2002 brachten schrijver writer Mike Kennedy en tekenaar Francisco Ruiz Velasco een herziene versie van de manga uit getiteld Lone Wolf 2100. Deze werd gemaakt met toestemming en inspraak van Koike.
Andere referenties naar Lone Wolf and Cub zijn terug te vinden in de videospellen Final Fantasy X en Kung Fu Chaos, de strip Usagi Yojimbo, de tekenfilms Samurai Champloo en Samurai Jack en de speelfilm Kill Bill.